# Herb Zawiercia
Herb Zawiercia – jeden z symboli miasta Zawiercie w postaci herbu.

## Wygląd i symbolika
Herb jest dwudzielny w słup, pole herbowe otoczone jest obramowaniem barwy złotej, tej samej barwy jest linia podziału tarczy na dwie połowy wzdłuż osi pionowej. Herb przedstawia w prawym (heraldycznie) polu herbowym barwy zielonej, czerwony budynek kościoła z dwoma wieżyczkami przykrytymi czarnymi stożkowymi daszkami, zwieńczonymi czarnymi krzyżami łacińskimi, z czarną bramą wejściową oraz okrągłym oknem barwy błękitnej pośrodku budynku, pod nim błękitna wstęga rzeki, na dole trzy młotki barwy czarnej w słup, wszystkie skierowane ostrą stroną obucha w lewo. W lewym (heraldycznie) polu herbowym przedstawiony jest symbol błyskawicy barwy czerwonej, na tle dziesięciu poziomych pasów barwy na przemian białej i czarnej. Tarcza herbu zwieńczona jest trzema złotymi blankowanymi wieżami zamkowymi.
- Zieleń symbolizuje liczne tereny zielone Zawiercia i jego okolic
- Błękitna wstęga rzeki symbolizuje Wartę, mającą źródła pod obecną dzielnicą Zawiercia - Kromołowem.
- Kościół symbolicznie przedstawia pierwszy kościół wzniesiony w Zawierciu (bazylika kolegiacka Św. Apostołów Piotra i Pawła)
- Trzy czarne młotki symbolizują przemysłowy charakter miasta
- Błyskawica symbolizuje związki miasta z przemysłem energetycznym
- Białe i czarne pasy symbolizują okoliczne kopalnie
- Trzy wieże zamkowe nawiązują do obronnego charakteru jurajskich zamków

## Historia
W roku 1966 Miejska Rada Narodowa Zawiercia zatwierdziła herb, który na czerwonym polu herbowym przedstawiał w górnej części srebrne koło zębate zanurzone we wstędze rzeki (Warty), pod symbolem rzeki umieszczone były trzy czarne wręby, połączone ukośną złotą belką (nicią), co symbolizowało tutejszy przemysł maszynowy i włókienniczy.
20 listopada 1990 Rada Miejska zatwierdziła nowy herb. Autorem projektu był zawiercianin profesor ASP w Krakowie Marian Buczek.